# International Obesity Task Force
International Obesity Task Force (IOTF) är en internationell organisation som bekämpar fetma. IOTF har sitt kontor i London och har bland annat tagit fram en tabell för barnfetma kallad isoBMI.